# 자코 반도르말

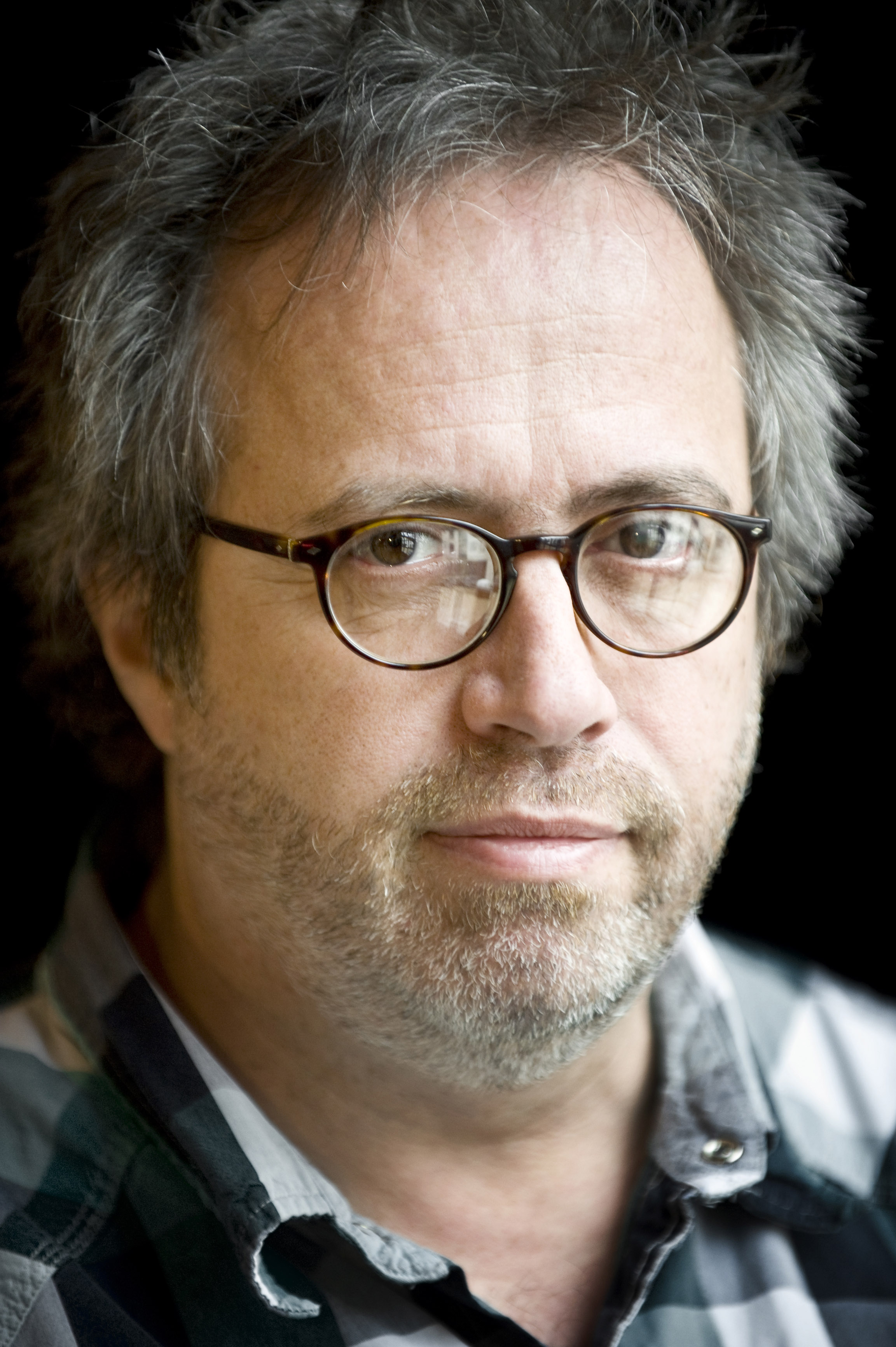
야코 판 도르마얼

야코 판 도르마얼(네덜란드어: Jaco Van Dormael, 1957년 2월 9일 ~ )은 벨기에의 영화 감독이다.